# Marlo Morgan
Marlo Morgan (setembre de 1937) és una escriptora i metge nord-americana. Com a escriptora, és coneguda pel seu polèmic llibre Mutant Message Down Under ("Veus del Desert", 1991).

## Carrera professional
Marlo Morgan va néixer a Iowa, estudià a la St Agnes High School, al Barstow Community College de la Universitat de Missouri, i en el Cleveland Chiropractic College, on es va doctorar en bioquímica i en medicina oriental. Es va traslladar a Kansas City (Missouri), on va casar i va tenir dos fills. Després de 25 anys de matrimoni es va divorciar, va abandonar la carrera mèdica i va iniciar la seva carrera com a escriptora.

## La polèmica novel·la "Veus del desert"
La seva primera novel, Mutant Message Down Under, publicada com una història vertadera, compte les suposades experiències durant un walkabout al costat d'un grup d'aborígens australians. La novel·la va obtenir un enorme èxit en nombrosos països excepte a Austràlia. Després d'unes vendes inicials de 250.000 exemplars, va vendre els drets a Harper Collins Publishers el 1994 per 1.7 milions de dòlars.
La novel·la narra el suposat viatge iniciàtic de l'autora a través d'Austràlia en companyia d'un grup d'aborígens australians (conegut com a "walkabout"), que pretenen enviar, a través d'ella, un missatge als occidentals amb l'objectiu que no destrueixin el planeta i modifiquin la seva artificial manera de vida, allunyat de l'espiritualitat i la natura. Durant la seva iniciació, Marlo Morgan afirma ser testimoni de curacions rituals mitjançant el cant i la música, i atribueix als nadius australiana elements culturals dels indis nord-americans.
Després d'haver comprat United Artists els drets cinematogràfics, les protestes dels aborígens australians (que havien començat només publicar la primera edició de la novel·la) es van accentuar, fins al punt que vuit ancians aborígens van viatjar el 1996 als Estats Units per paralitzar el rodatge del film, la qual cosa van aconseguir.
En una reunió amb els representants australiana Marlo Morgan va admetre que la novel era un treball de ficció, malgrat la qual cosa ha escrit una continuació titulada The Last Farewell, que segons ella, va ser escrita a petició dels seus amics australians. No hi ha proves d'aquesta petició, continuant la indignació dels aborígens australiana pel distorsionat retrat que fa de la seva cultura.